# Gabriel Ntisezerana
Gabriel Ntisezerana est un économiste et homme politique hutu burundais membre du Conseil national pour la défense de la démocratie-Forces pour la défense de la démocratie (CNDD-FDD). Ntisezerana est le deuxième vice-président du Burundi du 12 février 2007 au 28 août 2010. Il est ensuite président du Sénat d'août 2010 à août 2015.

## Biographie
Ntisezerana est président de la banque nationale de développement économique (BNDE) avant d'être nommé par le président Pierre Nkurunziza au poste de gouverneur de la banque centrale burundaise (la Banque de la République du Burundi) le 9 janvier 2006.
Nkurunziza évince Marina Barampama du poste de deuxième vice-présidente le 8 février 2007 et la remplace par Ntisezerana le jour même. Le Sénat approuve la nomination de Ntisezerana par 36 voix sur 39 le 9 février et ce dernier est investi le 12.
Son mandat de deuxième vice-président prend fin le 28 août 2010 et il est élu dans la foulée président du Sénat après les élections de juillet 2010. Après les élections sénatoriales de 2015, Révérien Ndikuriyo est élu président du Sénat.